# Конфи (кондитерская фабрика)
Конфи — крупное российское предприятие по производству кондитерских изделий, расположенное в городе Екатеринбург.
Адрес: Екатеринбург, Сибирский тракт, 19.

## История
В 1944 году в Свердловске для расширения производства городскому пищекомбинату выделили здание в центре города. Производство продукции пищекомбината началось в 1946 году, и в 1949 году предприятие стало называться кондитерской фабрикой. Но, даже существенно увеличив производство, фабрика не могла удовлетворить потребности уральского региона. Поэтому было принято решение о строительстве в городе новой кондитерской фабрики — Свердловская кондитерская фабрика № 1, ныне предприятие «Конфи».
Решение о строительстве новой фабрики на Сибирском тракте было принято в 1950 году, в 1951 году для неё был выделен земельный участок на окраине Свердловска, строительство велось (с перерывами) с 1952 по 1967 год. Только 27 сентября 1967 года решением государственной приёмной комиссии Свердловская кондитерская фабрика № 1 с производственной мощностью кондитерских изделий в 23 000 тонн и полуфабрикатов — свыше 3000 тонн, была сдана в эксплуатацию. Старая кондитерская фабрика стала называться Свердловская кондитерская фабрика № 2.
В 1964 году новому предприятию было присвоено звание: «Коллектив коммунистического труда». В 1972 году за выпускаемые шоколад «Люкс» и конфеты «Метеорит» фабрика была удостоена «Знака качества». В 1974 году фабрика вышла на проектную мощность. В 1976 году фабрика стала головным предприятием Свердловского производственного объединения кондитерской промышленности, куда вошли также Свердловская фабрика № 2, Нижнетагильская и Каменск-Уральская кондитерские фабрики. Объём выпущенной продукции в 1976 году достиг 33 180 т.
В 1980 году Свердловская кондитерская фабрика № 1 получила право на выпуск продукции с олимпийской символикой, став официальным поставщиком сладостей на московскую Олимпиаду. Фабрике на вечное хранение оставлено переходящие знамёна Министерства пищевой промышленности СССР и ЦК КПСС. Объём выпущенной продукции в 1986 году достиг 39 244 т. С 1990 года фабрика стала арендным предприятием.
Новый период в развитии фабрики № 1 начался после распада СССР. В 1991 году было зарегистрировано современное название — «Фирма КОНФИ». В 1993 году, после приватизации, создано акционерное общество закрытого типа «Фирма КОНФИ», в 2000 году реорганизована в ОАО. В развитие производства вложены новые средства, существенная реконструкция произведена в бисквитно-мармеладном цехе, где были установлены новые линии по производству крекеров, детского питания, сдобного печенья.
В 2000 году «Конфи» стала лауреатом Правительства РФ в области качества. В 2001 году на предприятии было занято около 1800 человек. Объём выпущенной продукции в 1992 году составил 31 331 тонну, в 1995 году — 41 614 тонн. Фабрика к концу 1990-х годов производила до 5 % объёма производства кондитерских изделий в России.
В августе 2002 года фабрика «Конфи» стала главной в Кондитерском объединении «СладКо», куда также вошли также кондитерские фабрики «Волжанка» (Ульяновск) и «Заря» (Казань). В 2006 год «Конфи» вошла в состав норвежского концерна Orkla. В настоящее время кондитерская фабрика «Конфи» входит в состав кондитерского объединения «Славянка».